# Onze-Lieve-Vrouw-van-Bijstandkapel (Stokkem)

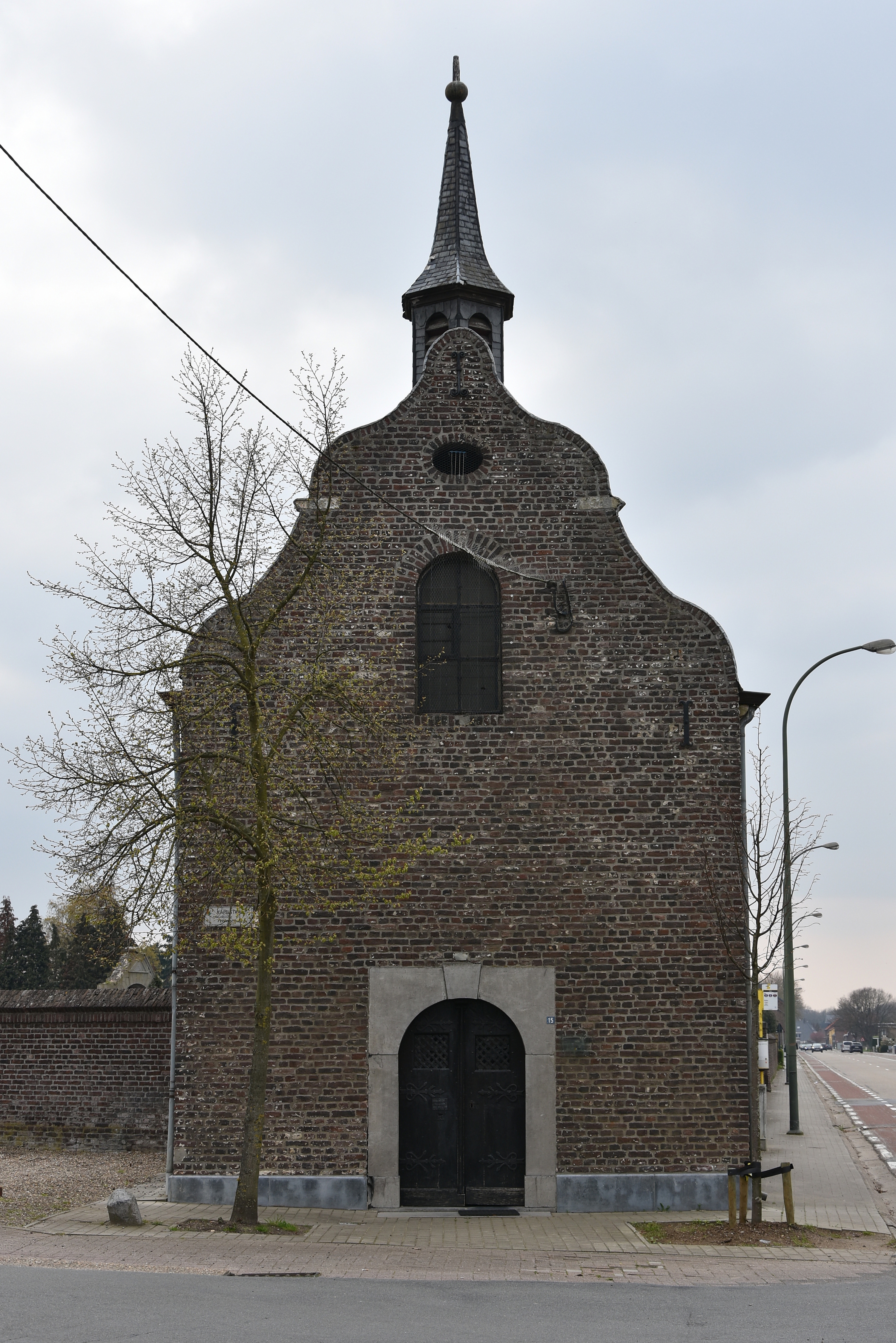
Onze-Lieve-Vrouw-van-Bijstandkapel

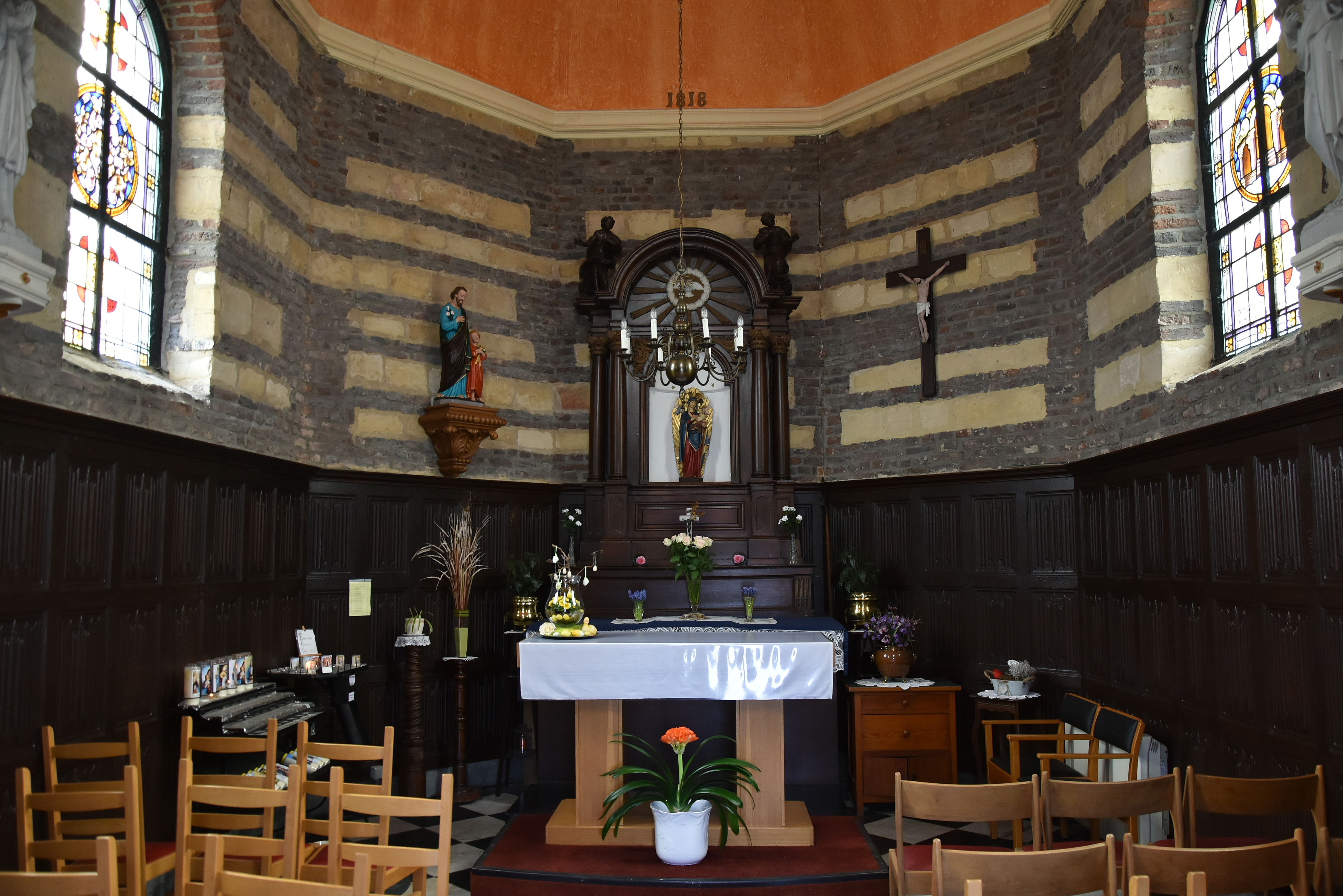
Interieur Onze-Lieve-Vrouw-van-Bijstandkapel

De Onze-Lieve-Vrouw-van-Bijstandkapel is een betreedbare kapel te Stokkem, Belgisch Limburg.
Op deze plaats bevond zich al eerder een kapel, die echter omstreeks 1800 door de Fransen werd afgebroken. De huidige kapel werd gebouwd in 1818, met het materiaal van de kerk van het penitentenklooster dat in 1642 werd opgericht doch in 1811 door brand werd verwoest. In 1857 werd achter de kapel een ommuurde begraafplaats opgericht. In 1953 werd de kapel gerestaureerd.
De kapel is een rechthoekig bakstenen gebouwtje onder zadeldak, met driezijdige koorsluiting. De ingangszijde wordt gesierd door een krulgevel.
In de kapel bevindt zich een terracotta-beeld van Onze-Lieve-Vrouw met Kind, uit eind 16e of begin 17e eeuw. Uit de eerste helft van de 19e eeuw is er een neoclassicistisch portiekaltaar, vervaardigd van gemarmerd hout. De glas-in-loodramen zijn uit het begin van de 20e eeuw, onder meer uit 1919.